# Trimerodytes
Trimerodytes — рід змій родини полозових (Colubridae). Представники цього роду мешкають в Східній і Південно-Східній Азії.

## Види
Рід Trimerodytes нараховує 7 видів:
- Trimerodytes aequifasciatus (Barbour, 1908)
- Trimerodytes annularis (Hallowell, 1856)
- Trimerodytes balteatus Cope, 1895
- Trimerodytes percarinatus (Boulenger, 1899)
- Trimerodytes praemaxillaris (Angel, 1929)
- Trimerodytes yapingi (Guo, Zhu & Liu, 2019)
- Trimerodytes yunnanensis (Rao & Yang, 1998)